# Thomas Horn
Thomas Horn (San Francisco, 14 dicembre 1997) è un attore statunitense.
È conosciuto per aver recitato nel film drammatico Molto forte, incredibilmente vicino al fianco dei premi Oscar Sandra Bullock e Tom Hanks.

## Biografia
Thomas Horn è nato a San Francisco, in California. Sua madre è un'oncologa pediatrica croata, suo padre è un chirurgo oculista e ha un fratello minore di nome Philip. Thomas parla un po' di spagnolo, parla correntemente il croato e ha studiato il cinese.

### Gli esordi
Nel 2010 ha vinto 31.000 dollari partecipando al programma televisivo Jeopardy!, durante uno speciale dedicato ai ragazzi. Il produttore Scott Rudin era tra il pubblico, e rimasto estasiato dalla performance di Thomas, gli ha offerto un provino per il ruolo di Oskar Schell nel film drammatico Molto forte, incredibilmente vicino.
Thomas ha poi ottenuto la parte di Oskar Schell nel film, nel quale ha recitato al fianco di attori del calibro di Max von Sydow e dei premi Oscar Sandra Bullock e Tom Hanks. La performance di Thomas è stata elogiata dalla critica per la sua "profondità emotiva".

## Filmografia

### Cinema
- Molto forte, incredibilmente vicino (Extremely Loud and Incredibly Close), regia di Stephen Daldry (2011)
- Space Warriors, regia di Sean McNamara (2013)

### Televisione
- Jeopardy! (2010) - 1 episodio, Se stesso/Concorrente
- Made in Hollywood (2011) - 1 episodio, Se stesso
- Max Von Sydow: Dialogues with The Renter - documentario (2012)

## Riconoscimenti
- 2012 – Broadcast Film Critics Association Award
  - Vinto – Miglior giovane interprete
- 2011 – Phoenix Film Critics Society Award
  - Vinto – Miglior attore protagonista
  - Vinto – Miglior performance rivelazione